# Diócesis de Rrëshen
La diócesis de Rrëshen (en latín: Dioecesis Rrëshenien(sis) y en albanés: Dioqeza e Rrëshenit) es una circunscripción eclesiástica latina de la Iglesia católica en Albania, sufragánea de la arquidiócesis de Tirana-Durrës. La diócesis tiene al obispo Gjergj Meta como su ordinario desde el 15 de junio de 2017.

## Territorio y organización

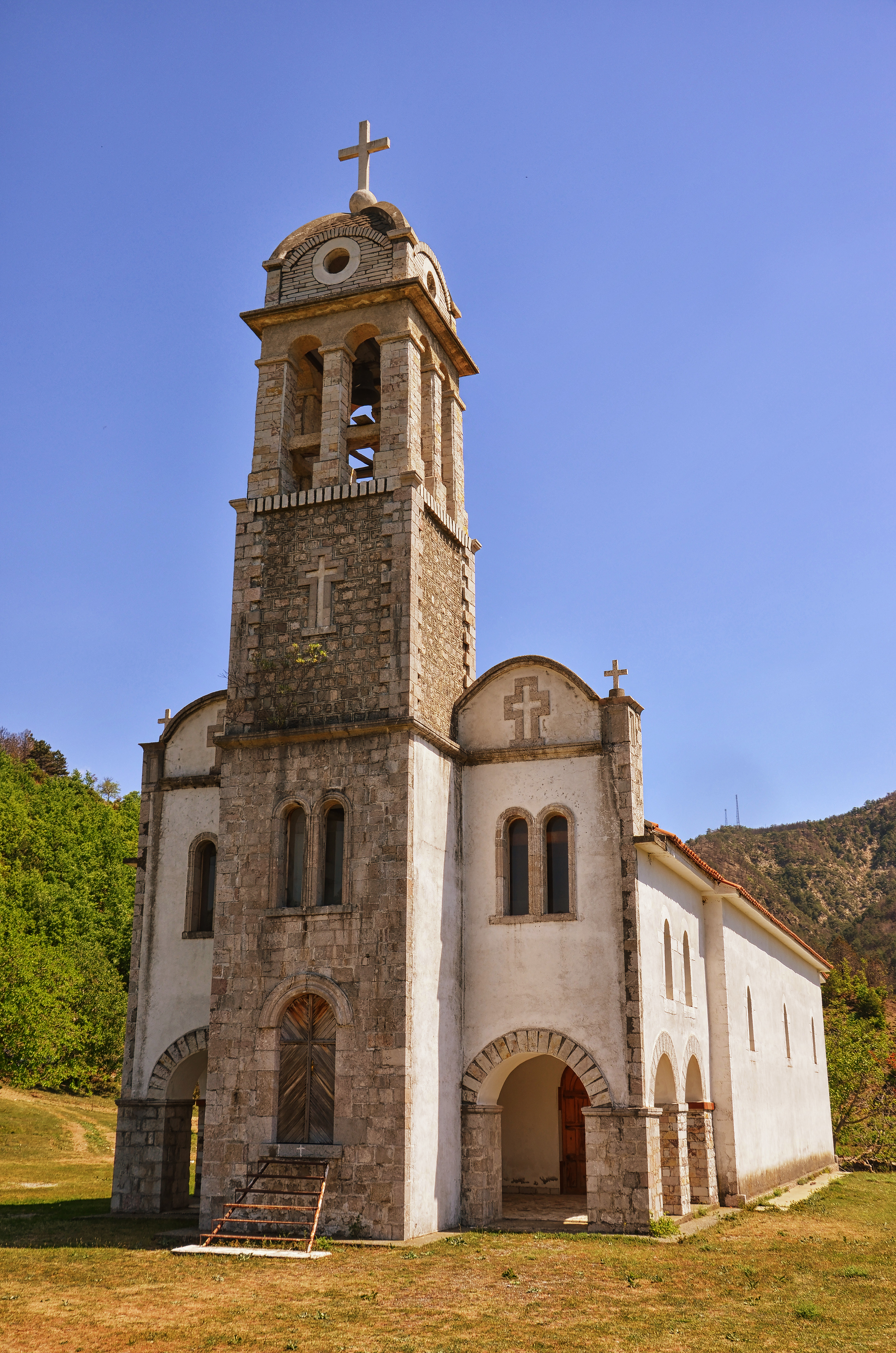
Iglesia de San Alejandro, excatedral de la antigua abadía territorial de Orosh

La diócesis extiende su jurisdicción sobre los fieles católicos de rito latino residentes en el condado de Dibër y en el distrito de Mirditë del condado de Lezhë.
La sede de la diócesis se encuentra en la ciudad de Rrëshen, en donde se halla la Catedral de Cristo Salvador del Mundo. En Orosh en el municipio de Mirdizia, se encuentra la iglesia de San Alejandro, excatedral de la antigua abadía territorial de Orosh.
En 2020 la diócesis estaba dividida en 9 parroquias. 

## Historia
El origen de la abadía de San Alejandro de los Mirditë de Orosh se pierde en la noche de los tiempos. El documento más antiguo que habla de la abadía data de 1313. Según otro documento de 1426, el abad de Orosh dependía directamente de la Santa Sede. Se conoce a un abad dominico, Thomas Cosjevich, a principios del siglo XVI. Posteriormente el papa Clemente VIII la encomendó a los franciscanos y más tarde en administración a los obispos de Lezhë.
Se convirtió en abadía territorial con una bula del papa León XIII del 25 de octubre de 1888, por la que el pontífice le confiaba la jurisdicción sobre cinco parroquias que habían pertenecido a la diócesis de Lezhë. La abadía territorial fue ampliada el 30 de diciembre de 1890 con tres parroquias tomadas de la diócesis de Sapë, y el 31 de mayo de 1894 con otras 5 parroquias quitadas de nuevo a Lezhë. En 1917 la abadía contaba con unos 25 000 fieles, distribuidos en una treintena de iglesias y capillas.
Después del final de la Segunda Guerra Mundial, los comunistas tomaron el control de Albania en 1946. A principios de 1967 se cerraron todas las iglesias de Albania, muchas fueron demolidas y otras fueron utilizadas para usos seculares, mientras que todas las propiedades de la Iglesia fueron confiscadas por el Estado. Durante el período del ateísmo estatal, la abadía territorial permaneció vacante de 1946 a 1996. En 1948 el exabad, Frano Gjini, fue condenado a muerte por su fidelidad al cristianismo. Fue beatificado el 5 de noviembre de 2016.
En 1991 finalizó el período comunista en Albania y la Iglesia católica pudo volver a funcionar libremente. 
El 7 de diciembre de 1996, con la bula Successoris Petri del papa Juan Pablo II, se suprimió la abadía territorial y con su territorio, junto con una parte tomada de la arquidiócesis de Tirana-Durrës, se erigió la diócesis de Rrëshen.
Originalmente sufragánea de la archidiócesis de Shkodër, el 25 de enero de 2005 la diócesis pasó a formar parte de la provincia eclesiástica de la arquidiócesis de Tirana-Durrës.

## Episcopologio

### Abades de Orosh
- Prend Doçi † (29 de diciembre de 1888-22 de febrero de 1917 falleció)
  - Sede vacante (1917-1921)
- Joseph Gionali (Gjonali) † (28 de agosto de 1921-13 de junio de 1928 nombrado obispo de Sapë)
  - Sede vacante (1928-1930)
- Beato Frano Gjini † (29 de junio de 1930-4 de enero de 1946 nombrado obispo de Lezhë)
  - Sede vacante (1946-1996)

### Obispos de Rrëshen
- Angelo Massafra, O.F.M. (7 de diciembre de 1996-28 de marzo de 1998 nombrado arzobispo de Shkodër)
  - Cristoforo Palmieri, C.M. (5 de febrero de 2000-23 de noviembre de 2005 nombrado obispo) (administrador apostólico)
- Cristoforo Palmieri, C.M. (23 de noviembre de 2005-15 de junio de 2017 retirado)
- Gjergj Meta, desde el 15 de junio de 2017

## Estadísticas
De acuerdo al Anuario Pontificio 2021 la diócesis tenía a fines de 2020 un total de 51 475 fieles bautizados.
| Año                                                                             | Población            | Población | Población      | Sacerdotes | Sacerdotes    | Sacerdotes    | Bautizados por sacerdote | Diáconos permanentes | Religiosos | Religiosos | Parroquias |
| Año                                                                             | Bautizados católicos | Total     | % de católicos | Total      | Clero secular | Clero regular | Bautizados por sacerdote | Diáconos permanentes | Varones    | Mujeres    | Parroquias |
| ------------------------------------------------------------------------------- | -------------------- | --------- | -------------- | ---------- | ------------- | ------------- | ------------------------ | -------------------- | ---------- | ---------- | ---------- |
| 1950                                                                            | 18 510               | ?         | ?              | 14         | 13            | 1             | 1322                     |                      |            |            | 17         |
| 1999                                                                            | 70 000               | 259 000   | 27.0           | 7          |               | 7             | 10 000                   |                      | 8          | 10         | 17         |
| 2000                                                                            | 70 000               | 260 000   | 26.9           | 7          |               | 7             | 10 000                   |                      | 8          | 14         | 17         |
| 2001                                                                            | 65 000               | 250 000   | 26.0           | 5          |               | 5             | 13 000                   |                      | 6          | 14         | 5          |
| 2002                                                                            | 60 000               | 240 000   | 25.0           | 5          | 1             | 4             | 12 000                   |                      | 5          | 14         | 17         |
| 2003                                                                            | 55 000               | 235 000   | 23.4           | 8          | 4             | 4             | 6875                     |                      | 4          | 16         | 17         |
| 2004                                                                            | 57 000               | 240 000   | 23.8           | 7          | 4             | 3             | 8142                     |                      | 3          | 18         | 17         |
| 2007                                                                            | 60 400               | 246 600   | 24.4           | 9          | 5             | 4             | 6700                     |                      | 4          | 23         | 17         |
| 2010                                                                            | 55 200               | 240 700   | 22.9           | 12         | 8             | 4             | 4600                     |                      | 4          | 26         | 17         |
| 2014                                                                            | 55 300               | 241 000   | 22.9           | 8          | 3             | 5             | 6912                     |                      | 5          | 24         | 10         |
| 2017                                                                            | 55 200               | 235 000   | 23.5           | 6          | 3             | 3             | 9200                     |                      | 3          | 22         | 10         |
| 2020                                                                            | 51 475               | 173 351   | 29.7           | 7          | 4             | 3             | 7253                     |                      | 3          | 24         | 9          |
| Fuente: Catholic-Hierarchy, que a su vez toma los datos del Anuario Pontificio. |                      |           |                |            |               |               |                          |                      |            |            |            |